# Oral Ak Zhol Airport
Oral Ak Zhol Airport är en flygplats i Kazakstan. Den ligger i den västra delen av landet, 1 400 km väster om huvudstaden Astana. Oral Ak Zhol Airport ligger 38 meter över havet.
Närmaste större samhälle är Oral, 15,3 km nordväst om Oral Ak Zhol Airport. 